# Förvaltningsrätten i Linköping
Förvaltningsrätten i Linköping är en förvaltningsdomstol. Den ersatte Länsrätten i Södermanlands län och Länsrätten i Östergötlands län och dömer i förvaltningsmål i första instans.

## Domkrets
Förvaltningsrättens domkrets består av Södermanlands och Östergötlands län samt Vimmerby och Västerviks kommuner i Kalmar län. Övriga delar av Kalmar län tillhör Förvaltningsrätten i Växjös domkrets.

## Fotnot
1. ↑  5 § Förordningen (1977:937) om allmänna förvaltningsdomstolars behörighet m.m. i dess lydelse från den 15 februari 2010, förordning 2009:872